# چمن جعفربیگ
چمن جافربگ، روستایی از توابع بخش کاکاوند شهرستان دلفان در استان لرستان ایران است.
این روستا شمالی ترین نقطه استان لرستان از لحاظ مختصات جغرافیایی و مسکونی بودن است.

## جمعیت
این روستا در دهستان کاکاوند شرقی قرار دارد و براساس سرشماری مرکز آمار ایران در سال ۱۳۸۵، جمعیت آن ۵۶ نفر (۱۲خانوار) بوده‌است.